# Фарфоровая гончая
Фарфоровая гончая, или порселен, или благородная королевская гончая (фр. porcelaine), — порода охотничьих гончих собак. Эта порода собак считается довольно редкой.

## История породы
Фарфоровая гончая по праву считается самой древней из всех французских пород. Эта порода была выведена приблизительно в середине XV века путём направленного скрещивания белых собак святого Губерта, даже несмотря на то, что в те времена собаки с белым окрасом считались некачественными и бракованными экземплярами и не пользовались спросом, а порой и просто уничтожались ещё в щенячьем возрасте. Предположительно, фарфоровая гончая имеет общих предков и со швейцарской гончей, так как две эти породы очень схожи между собой. Породу разводили в таких монастырях как Клуни и Люксель, а также в семействе Чойзель, находившемся на востоке Франции.
К сожалению, в годы Великой французской революции фарфоровые гончие практически исчезли. «Восстановление» поголовья этих собак произошло в 1845 году при активном участии швейцарских собаководов. Своим названием (от фр. «porcelaine» — фарфор) эта порода обязана блестящей белой шерсти и изящному, грациозному телосложению, которые делают её чем-то похожей на дорогую фарфоровую статуэтку. Предками современных представителей породы, вероятно, были люцернские гончие и английские фоксхаунды. Для улучшения охотничьих качеств фарфоровых гончих им примешивали крови лучших представителей таких пород, как сомерсетский серый харьер, бийи и голубая гасконская гончая.
До 1845 года порода не имела официального названия, и именовалась «верхне-бургундской собакой» по месту, где была выведена, но позднее получила своё постоянное название. В начале семидесятых годов XIX века количество собак данной породы во Франции резко сократилось. В 1971 году был основан клуб любителей породы фарфоровая гончая, поспособствовавший дальнейшему скачку численности и популярности этих гончих.
В наше время порода по-прежнему считается довольно редкой, особенно среди представителей других охотничьих собак. За пределами Франции, кроме Италии и Швейцарии, практически нигде не встречается.

## Внешний вид
Фарфоровая гончая создает впечатление необычайно красивой, грациозной и утонченной собаки с пропорциональным телосложением. Голова будто скульптурной лепки, изящная, среднего размера, не тяжелая. Высота в холке кобелей варьируется в пределах 55—58 см, сук — в пределах 53—56 см, вес — 25—28 кг. Уши довольно большие, висячие. Грудь широкая, средней глубины, хорошо развитая. Сплошная белая шерсть состоит из тонких и коротких волосков, плотно прилегающих к коже. На теле могут встречаться небольшие оранжевые пятна, которые темнеют и становятся особенно заметными на ушах животного.

## Темперамент

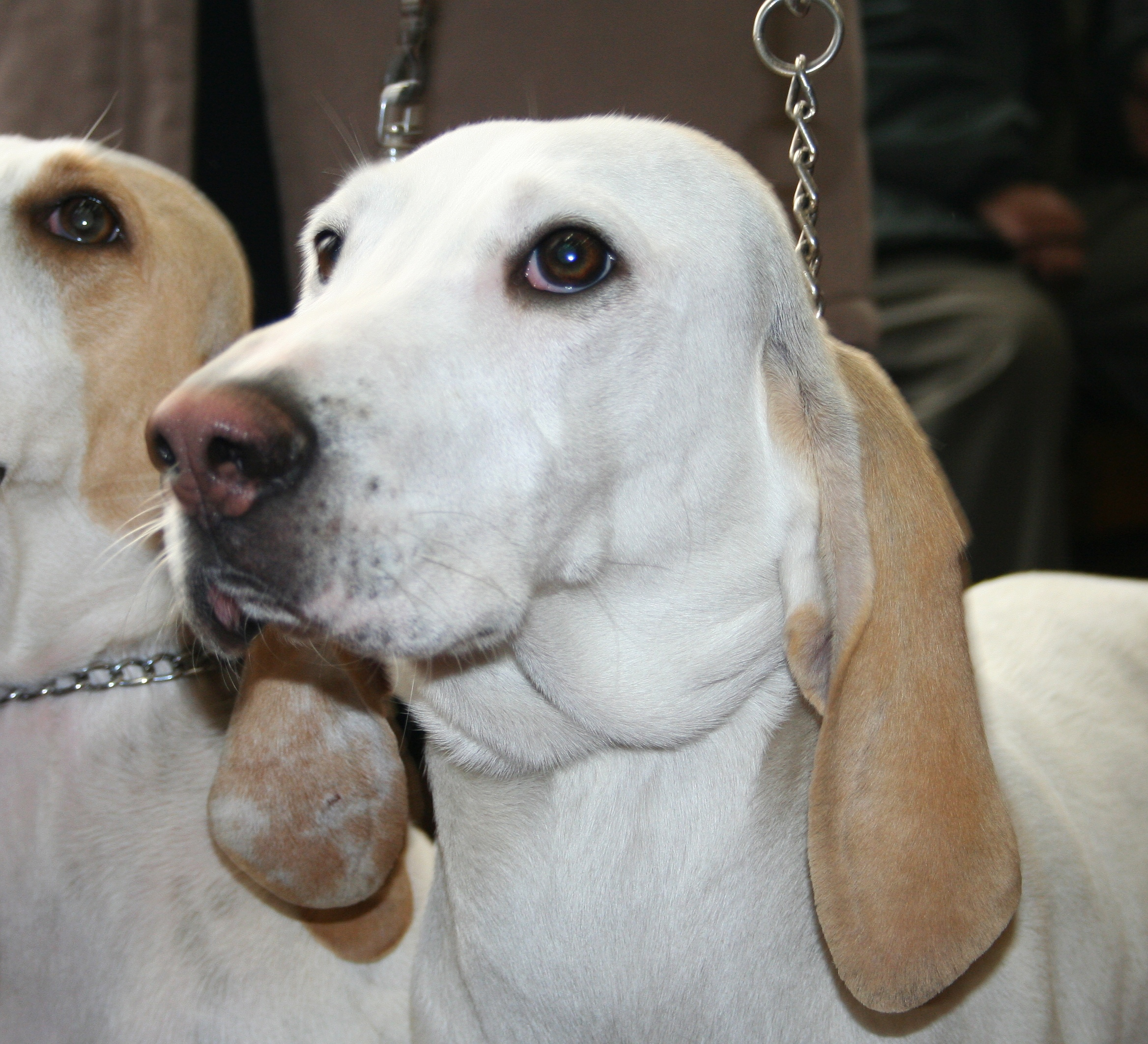
Голова фарфоровой гончей

Фарфоровая гончая обладает спокойным характером. Это выносливая, быстрая и азартная собака. Находясь в своре, хорошо ладит с сородичами. На охоте неутомима и безжалостна, очень злобна к зверю. Каждому члену семьи становится преданным и ласковым другом. Привязчива. Энергичность и подвижность сделают эту собаку хорошим компаньоном активному человеку, который сможет много времени уделять прогулкам, играм и состязаниям на свежем воздухе, занятиям спортом и, конечно, охоте. Фарфоровым гончим требуется грамотная дрессировка, им нужен терпеливый владелец, имеющий опыт воспитания собак и твердый характер. В характере этой собаки просматривается твердость и некоторая независимость, при дрессировке и воспитании животного владелец должен проявлять настойчивость.

## Использование
В основном с фарфоровой гончей охотятся на мелкого зверя, такого как заяц, а также различных оленей и косуль. Но можно использовать этих собак и при охоте на дикого кабана. Настойчивость и импульсивность позволяют этой собаке охотиться при любых погодных условиях на любой местности. Обладая острым чутьем и громким заливистым голосом, она упорна в поиске, прекрасно проявляет себя как при работе в стае, так и в одиночку.

## Содержание и уход

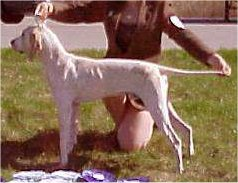
В стойке

Порода абсолютно неприхотлива в содержании. Может проживать как в черте города, так и за его пределами. Однако фарфоровой гончей необходимы регулярные физические нагрузки, которые проще обеспечить на природе, где собаке будет просторно. Собаке очень важно предоставлять возможность избавляться от лишней энергии, так как активные физические нагрузки — главный фактор поддержания хорошей физической и рабочей формы, а главное — полноценного образа жизни.
Уход очень прост — регулярная чистка шерсти специальной щеткой. Частое мытье необязательно, лучше это делать только в случаях сильного загрязнения. Продолжительность жизни фарфоровой гончей — около 13—15 лет.